# George Thé
George Thé (25 april 1949) is een Nederlands gitarist, bassist, saxofonist en zanger. Hij is vooral bekend geworden als gitarist en bassist van de George Baker Selection tussen 1967 en 1989.